# Urdiales del Páramo
Urdiales del Páramo – gmina w Hiszpanii, w prowincji León, w Kastylii i León, o powierzchni 32,84 km². W 2011 roku gmina liczyła 549 mieszkańców.